# 僕が一番欲しかったもの-槇原敬之 未発表ビデオクリップ集-
『僕が一番欲しかったもの-槇原敬之 未発売ビデオクリップ集-』（ぼくがいちばんほしかったもの まきはらのりゆき みはつばいビデオクリップしゅう）は、槇原敬之の11作目となる映像作品。2008年6月4日発売。発売元はEMIミュージック・ジャパン。

## 概要
2004年から2007年までの間に在籍していた現・EMIミュージック・ジャパン時代のMVを収録したミュージック・ビデオ集。槇原がJ-moreに移籍後の2008年にリリース。全6曲収録。
M-4「traveling」は、宇多田ヒカルのカバー曲で、カバー・アルバム『Listen To The Music 2』に収録。特典映像はメイキング等の舞台裏や、シングルのCD EXTRAに収録されていた映像を収録。

## 収録内容

### 本編
1. 優しい歌が歌えない
31stシングル
2. 僕が一番欲しかったもの
32ndシングル
3. 明けない夜が来ることはない
33rdシングル
4. traveling
2ndカバーアルバム『Listen To The Music 2』収録。
5. ココロノコンパス
34thシングル
6. ほんの少しだけ
35thシングル

### ボーナス映像
1. 「優しい歌が歌えない」 　CD EXTRA映像（レコーディング時映像）
2. 「僕が一番欲しかったもの」　CD EXTRA映像（ジャケット撮影時映像）
3. 「明けない夜が来ることはない」　ビデオクリップ メイキング映像（未発売映像）
4. 「ほんの少しだけ」　ビデオクリップ メイキング映像（未発売映像）